# Seznam dílů seriálu Tajemství kruhu
Toto je seznam dílů seriálu Tajemství kruhu. Americký dramatický seriál Tajemství kruhu (v originále The Secret Circle), který vysílala televize The CW mezi lety 2011 a 2012. V Česku jej premiérově odvysílala TV Nova v roce 2013.

## Přehled řad
| Řada | Díly | Premiéra v USA | Premiéra v USA  | Premiéra v ČR   | Premiéra v ČR  |
| Řada | Díly | První díl      | Poslední díl    | První díl       | Poslední díl   |
| ---- | ---- | -------------- | --------------- | --------------- | -------------- |
| 1    | 22   | 15. září 2011  | 10. května 2012 | 30. března 2013 | 24. srpna 2013 |

## Seznam dílů
| Č. v seriálu | Původní název | Český název       | Režie           | Scénář                           | Premiéra v USA     | Premiéra v ČR     |
| ------------ | ------------- | ----------------- | --------------- | -------------------------------- | ------------------ | ----------------- |
| 1            | Pilot         | Příjezd           | Liz Friedlander | Andrew Miller                    | 15. září 2011      | 30. března 2013   |
| 2            | Bound         | Spojení           | Liz Friedlander | Kevin Williamson a Andrew Miller | 22. září 2011      | 6. dubna 2013     |
| 3            | Loner         | Samotářka         | Colin Bucksey   | Richard Hatem                    | 29. září 2011      | 13. dubna 2013    |
| 4            | Heather       | Heather           | Dave Barrett    | David Ehrman                     | 6. října 2011      | 20. dubna 2013    |
| 5            | Slither       | Hádě              | Liz Friedlander | Dana Baratta                     | 13. října 2011     | 27. dubna 2013    |
| 6            | Wake          | Smuteční slavnost | Guy Bee         | Andrea Newman                    | 20. října 2011     | 4. května 2013    |
| 7            | Masked        | Lovci čarodějnic  | Charles Beeson  | Michelle Lovretta                | 27. října 2011     | 11. května 2013   |
| 8            | Beneath       | Hlubiny jezera    | John Fawcett    | Don Whitehead a Holly Henderson  | 3. listopadu 2011  | 18. května 2013   |
| 9            | Balcoin       | Balcoinové        | Brad Turner     | Andrew Miller a Andrea Newman    | 10. listopadu 2011 | 25. května 2013   |
| 10           | Darkness      | Očistný rituál    | Chris Grismer   | David Ehrman                     | 5. ledna 2012      | 1. června 2013    |
| 11           | Fire/Ice      | Ukradená magie    | Joshua Butler   | Holly Henderson a Don Whitehead  | 12. ledna 2012     | 8. června 2013    |
| 12           | Witness       | Svědectví         | Eagle Egilsson  | Dana Baratta                     | 19. ledna 2012     | 15. řervna 2013   |
| 13           | Medallion     | Medailon          | Liz Friedlander | Andrew Miller a Andrea Newman    | 2. února 2012      | 22. června 2013   |
| 14           | Valentine     | Valentýn          | Dave Barrett    | Roger Grant                      | 9. února 2012      | 29. června 2013   |
| 15           | Return        | Návrat            | Brad Turner     | David Ehrman                     | 16. února 2012     | 6. července 2013  |
| 16           | Lucky         | Štěstí            | Joshua Butler   | Katie Wech                       | 15. března 2012    | 13. července 2013 |
| 17           | Curse         | Kletba            | John Fawcett    | Don Whitehead a Holly Henderson  | 22. března 2012    | 20. července 2013 |
| 18           | Sacrifice     | Oběť              | Nick Copus      | David Ehrman                     | 29. března 2012    | 27. července 2013 |
| 19           | Crystal       | Krystal           | Omar Madha      | Micah Schraft                    | 19. dubna 2012     | 3. srpna 2013     |
| 20           | Traitor       | Zrádce            | Eagle Egilsson  | Roger Grant a Katie Wech         | 26. dubna 2012     | 10. srpna 2013    |
| 21           | Prom          | Maturitní ples    | Alex Zakrzewski | Holly Henderson a Don Whitehead  | 3. května 2012     | 17. srpna 2013    |
| 22           | Family        | Rodina            | Dave Barrett    | Andrew Miller a Andrea Newman    | 10. května 2012    | 24. srpna 2013    |